# Guimarães Rosa
João Guimarães Rosa OMC (Cordisburgo, 27 de junho de 1908 – Rio de Janeiro, 19 de novembro de 1967) foi um poeta, diplomata, novelista, romancista, contista e médico brasileiro, considerado por muitos o maior escritor brasileiro do século XX e um dos maiores de todos os tempos. Foi o segundo marido de Aracy de Carvalho, conhecida como Anjo de Hamburgo.
Os contos e romances escritos por Guimarães Rosa ambientam-se quase todos no chamado sertão brasileiro. A sua obra destaca-se, sobretudo, pelas inovações de linguagem, sendo marcada pela influência de falares populares e regionais que, somados à erudição do autor, permitiu a criação de inúmeros vocábulos a partir de arcaísmos e palavras populares, invenções e intervenções semânticas e sintáticas.
Foi eleito membro da Academia Brasileira de Letras em 6 de agosto de 1963, sendo o terceiro ocupante da cadeira n.º 2, que tem como patrono Álvares de Azevedo. Morreu em 1967, vítima de um ataque cardíaco.

## Biografia
Foi o primeiro dos seis filhos de Florduardo Pinto Rosa ("Flor") e de Francisca Guimarães Rosa ("Chiquitita").

Começou ainda criança a estudar diversos idiomas, iniciando pelo francês quando ainda não tinha 6 anos. Em entrevista concedida a uma prima, anos mais tarde, afirmou:
| “ | Eu falo: português, alemão, francês, inglês, espanhol, italiano, esperanto, um pouco de russo; leio: sueco, holandês, latim e grego (mas com o dicionário agarrado); entendo alguns dialetos alemães; estudei a gramática: do húngaro, do árabe, do sânscrito, do lituano, do polonês, do tupi, do hebraico, do japonês, do checo, do finlandês, do dinamarquês; bisbilhotei um pouco a respeito de outras. Mas tudo mal. E acho que estudar o espírito e o mecanismo de outras línguas ajuda muito à compreensão mais profunda do idioma nacional. Principalmente, porém, estudando-se por divertimento, gosto e distração. | ” |

Ainda pequeno, mudou-se para a casa dos avós, em Belo Horizonte, onde concluiu o curso primário. Iniciou o curso secundário no Colégio Santo Antônio, em São João del-Rei, mas logo retornou a Belo Horizonte, onde se formou. O tio Adonias, fazendeiro muito rico, dono da fazenda Sarandi, patrocinou os estudos de Guimarães Rosa no Colégio Arnaldo. Em 1925 matriculou-se na então "Faculdade de Medicina da Universidade de Minas Gerais", com apenas 16 anos.[carece de fontes?]
Em 27 de junho de 1930 casou-se com Lígia Cabral Pena, de apenas 16 anos, com quem teve duas filhas: Vilma e Agnes. Ainda nesse ano se formou e passou a exercer a profissão em Itaguara, então distrito de Itaúna, onde permaneceu cerca de dois anos. Foi nessa localidade que passou a ter contato com os elementos do sertão que serviram de referência e inspiração a sua obra.[carece de fontes?]

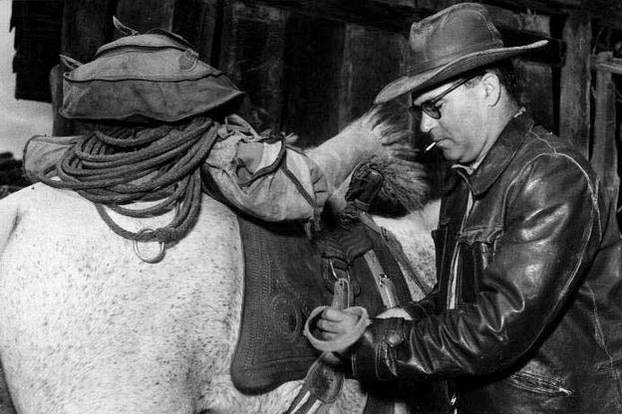
Guimarães Rosa em 1952.

De volta de Itaguara, Guimarães Rosa serviu como médico voluntário da Força Pública (atual Polícia Militar), durante a Revolução Constitucionalista de 1932, indo para o setor do Túnel em Passa Quatro (MG) onde tomou contato com o futuro presidente Juscelino Kubitschek, naquela ocasião o médico-chefe do Hospital de Sangue. Posteriormente, entrou para o quadro da Força Pública, por concurso. Em 1933 foi para Barbacena na qualidade de Oficial Médico do 9º Batalhão de Infantaria. Aprovado no concurso do Itamaraty, passou alguns anos de sua vida como diplomata na Europa e na América Latina.
No início da carreira diplomática, exerceu, como primeira função no exterior, o cargo de cônsul-adjunto do Brasil em Hamburgo, na Alemanha, de 1938 a 1942. Lá, conheceu e veio a casar-se com Aracy de Carvalho, funcionária da Itamaraty que, no contexto da Segunda Guerra Mundial, para auxiliar judeus a fugir para o Brasil, emitiu mais vistos do que as cotas legalmente estipuladas. Por essa razão, Aracy de Carvalho ganhou, por essa ação humanitária e de coragem, no pós-Guerra, o reconhecimento do Estado de Israel. É a única mulher brasileira homenageada no Jardim dos Justos entre as Nações, no Yad Vashem, que é o memorial oficial de Israel para lembrar as vítimas judaicas do Holocausto.

Posse de Guimarães Rosa na ABL, 1967. Arquivo Nacional.

Depois de servir em Hamburgo, Guimarães Rosa serviu ainda, como diplomata, nas embaixadas do Brasil em Bogotá e em Paris.
No Brasil, Guimarães Rosa, na segunda vez em que se candidatou para a Academia Brasileira de Letras, foi eleito por unanimidade (1963). Temendo ser tomado por uma forte emoção, adiou a cerimônia de posse por quatro anos. Em seu discurso, quando enfim decidiu assumir a cadeira da Academia, em 1967, chegou a afirmar, em tom de despedida, como se soubesse o que se passaria ao entardecer do domingo seguinte: "…a gente morre é para provar que viveu." Morreu três dias mais tarde na cidade do Rio de Janeiro, em 19 de novembro. Seu laudo médico atestou um infarto. 

## Contexto literário

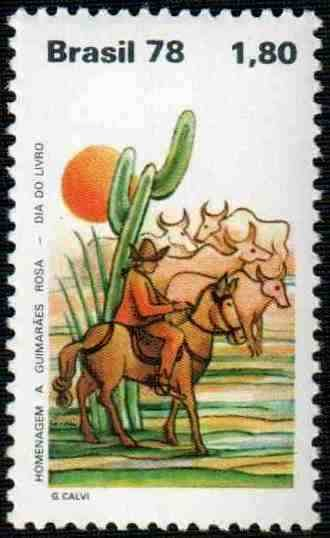
Homenagem filatélica em 1978 destacando o regionalismo do poeta.

Realismo mágico, regionalismo, liberdade de invenções linguísticas e neologismos são algumas das características fundamentais da literatura de Guimarães Rosa, mas não as suficientes para explicar seu sucesso. Guimarães Rosa prova o quão importante é ter a linguagem a serviço da temática e vice-versa, uma potencializando a outra. Nesse sentido, o escritor mineiro inaugura uma metamorfose no regionalismo brasileiro que o traria de novo ao centro da ficção brasileira.[carece de fontes?]
Sua obra mais marcante foi Grande Sertão: Veredas, romance qualificado por Rosa como uma "autobiografia irracional", marcada por elementos regionalistas, existencialistas e religiosos. Talvez a explicação esteja na própria travessia simbólica do rio e do sertão de Riobaldo, ou no amor inexplicável por Diadorim, maravilhoso demais e terrível demais, beleza e medo ao mesmo tempo, ser e não-ser, verdade e mentira, estar e não estar. Diadorim-Mediador, a alma que se perde na consumação do pacto com a linguagem e a poesia. Riobaldo (Rosa-IO-bardo), o poeta-guerreiro que, em estado de transe, dá à luz obras-primas da literatura universal. Biografia e ficção se fundem e se confundem nas páginas enigmáticas de João Guimarães Rosa, morto prematuramente aos 59 anos de idade, no ápice de sua carreira literária e diplomática. Foi sepultado no panteão da Academia Brasileira de Letras no Cemitério de São João Batista na cidade do Rio de Janeiro.[carece de fontes?]
As questões existenciais e religiosas impactaram a obra de Rosa. De acordo com a poetisa Dora Ferreira da Silva, interlocutora de Rosa, junto com seu marido, o filósofo Vicente Ferreira da Silva, Rosa afirmara que “[era] só religião, [mas] alheio a qualquer associação ou organização religiosa”.
Guimarães Rosa também seria incluído no cânone internacional a partir do boom da literatura latino-americana pós-1950. O romance entrara em decadência nos Estados Unidos (onde à época era vitrine da própria arte literária, concorrendo apenas com o cinema),[carece de fontes?] especialmente após a morte de Louis-Ferdinand Céline (1951), Thomas Mann (1955), Albert Camus (1960), Ernest Hemingway (1961), William Faulkner (1962). E, a partir de Cem anos de solidão (1967), do colombiano Gabriel García Márquez, a ficção latino-americana torna-se a representação de uma vitalidade artística e de uma capacidade de invenção ficcional que pareciam, naquele momento, perdidas para sempre. São desse período escritores como Mario Vargas Llosa (Peru), Carlos Fuentes (México), Julio Cortázar (Argentina), Juan Rulfo (México), Alejo Carpentier (Cuba) e, mais recentemente Ángel Rama (Uruguai).

## Obras
- 1936: Magma
- 1946: Sagarana
- 1952: Com o Vaqueiro Mariano
- 1956: Corpo de Baile: Noites do Sertão
- 1956: Grande Sertão: Veredas
- 1962: Primeiras Estórias
- 1964: Campo Geral
- 1967: Tutaméia – Terceiras Estórias
- 1969: Estas Estórias (póstumo)
- 1970: Ave, Palavra (póstumo)
- 2011: Antes das Primeiras Estórias (póstumo)

## Academia Brasileira de Letras
Foi o terceiro ocupante da cadeira 2, eleito em 6 de agosto de 1963, na sucessão de João Neves da Fontoura e recebido pelo acadêmico Afonso Arinos de Melo Franco em 16 de novembro de 1967.